# 미드레인지 컴퓨터

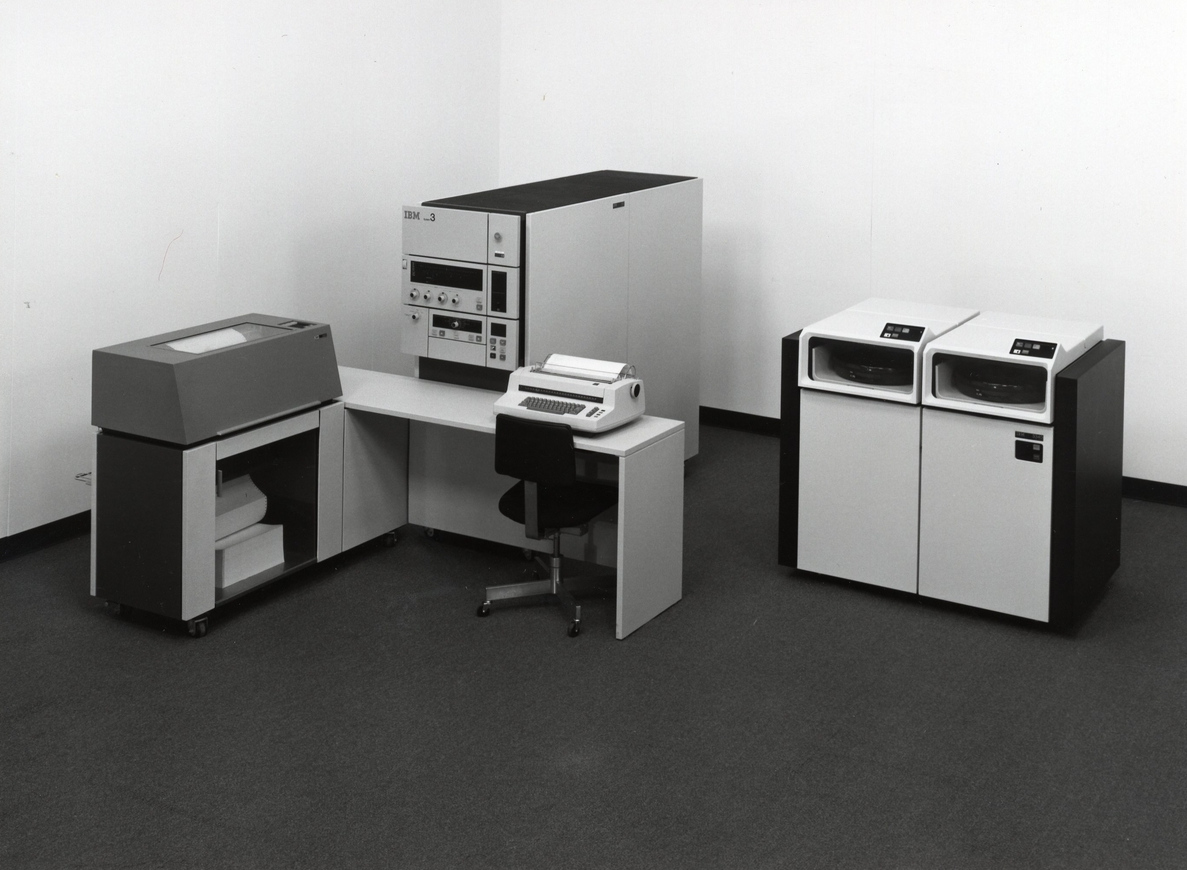
IBM 시스템/3

미드레인지 컴퓨터(midrange computer), 즉 미드레인지 시스템(midrange system)은 메인프레임 컴퓨터와 마이크로컴퓨터 사이에 있는 컴퓨터 시스템의 한 종류였다.
이 종류의 기계는 1960년대에 등장했으며 디지털 이큅먼트 코퍼레이션(PDP 라인), 데이터 제너럴(NOVA), 휴렛 팩커드(HP3000) 모델이 과학, 연구 및 비즈니스 분야에서 널리 사용되었으며 미니컴퓨터라고 불렸다.
IBM은 유사하지만 보다 비즈니스 지향적인 시스템에 대해 "미드레인지 컴퓨터"라는 용어를 선호했다.

## 같이 보기
- IBM 메인프레임
- 미니컴퓨터
- 마이크로컴퓨터